# مارگارت ویتون
مارگارت ویتون (انگلیسی: Margaret Whitton؛ زادهٔ ۳۰ نوامبر ۱۹۴۹ - درگذشته ۴ دسامبر ۲۰۱۶) هنرپیشه، کارگردان و تهیه‌کننده اهل ایالات متحده آمریکا است. وی از سال ۱۹۷۲ میلادی تاکنون مشغول فعالیت بوده‌است.
از فیلم‌هایی که وی در آن نقش داشته است می‌توان به آیرن‌وید، راز موفقیت من و بهترین زمان اشاره کرد. مارگارت ویتون در ۴ دسامبر ۲۰۱۶ در سن ۶۷ سالگی درگذشت.